# ファー・イースト・クラブ
株式会社ファー・イースト・クラブ (FAR EAST CLUB INC.) は、シンガーソングライター、小田和正が設立した事務所の名称。音楽制作者連盟にも加盟している。

## 概要
オフコース解散直後の1989年5月10日に設立。「極東のこの場所（日本）からも世界に誇れる音楽を作ろう」という思いから小田が命名した。その後、ギタリスト・音楽プロデューサーである佐橋佳幸が長らく所属していたが、山下達郎の所属事務所スマイルカンパニーへ移籍した。
また、楽曲の著作権を管理しているクラブハウス・パブリッシャーズも併設されている。事務所のロゴマークは、東京タワーをモチーフにしている。

## モットー
理想を後回しにせず、いつも期待し、期待され、 「やったね」 といえる仕事をひとつひとつ 積み重ねてゆきたいと思っています。

## 所属アーティスト
- 小田和正（代表取締役社長兼任）